# 25e dynastie van Egypte
De 25e dynastie wordt ook wel de Koesjitische dynastie genoemd.
De eerste koning van deze dynastie, Kashta, werd rond 770 v.Chr. tot aan de invloedssfeer van Thebe als koning geaccepteerd. Zijn opvolger Piye (Pianchy) veroverde alle kleine vorsten tot aan de invloedssfeer van Memphis, waarbij hij eveneens Tefnachte van de 24e dynastie uit Saïs onderwierp. Met koning Shabaka van de 25e dynastie werd uiteindelijke geheel Egypte onderworpen aan de Koesjitische vorsten en begon de Late periode. Vanaf zijn regering werd Memphis opnieuw hoofdstad van Egypte. Hoewel Egypte officieel als een eenheid werd gezien, hadden de lokale 'vorsten' nog steeds enige autonomie, en zouden later samenwerken met de Assyriërs om de Koesjieten te verdrijven.
Tijdens de 25e dynastie leefde de kunst weer op en werden vele monumenten gebouwd. In Thebe werd Shebitku's zus Sjepenoepet geadopteerd door de Godsvrouw van Amon Amenirdis I, die op haar beurt Amenirdis II adopteerde. De vierde priester van Amon in Thebe had veel invloed en regeerde in feite over het zuiden van Egypte.
Het verenigde Egypte van de Koesjitische farao's had een bijzonder machtige positie in het Nabije Oosten, de enige rivaliserende macht was Assyrië. De Assyrische vorst Esarhaddon probeerde Egypte te veroveren in 674 v.Chr., maar slaagde daar niet in. In 671 v.Chr. viel hij opnieuw aan, deze keer werd Memphis ingenomen. Taharqa vluchtte naar het zuiden en Esarhaddon stierf intussen. Zijn zoon Assurbanipal ondernam een nieuwe campagne naar Egypte in 664, waar hij de vorst van Saïs, Necho I, overhaalde om zijn bondgenoot te worden. Na de vlucht van Taharqa riep Necho I zich uit tot koning van Egypte, waarmee hij de 26e dynastie stichtte.

## Galerij

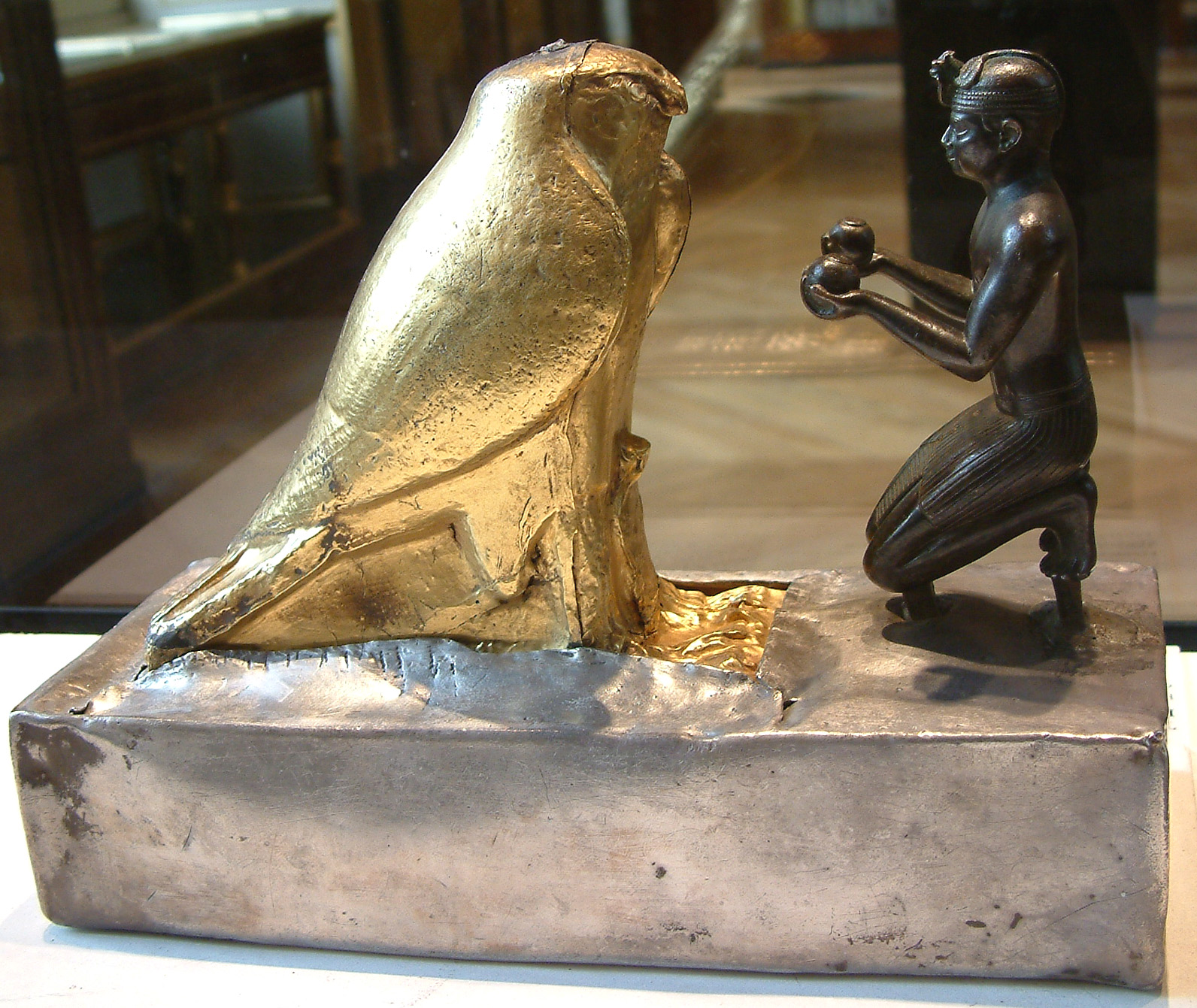
Farao Taharqa brengt een offer aan valkgod Hemen
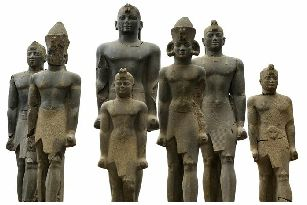
Beelden van de leden van de 25e Dynastie
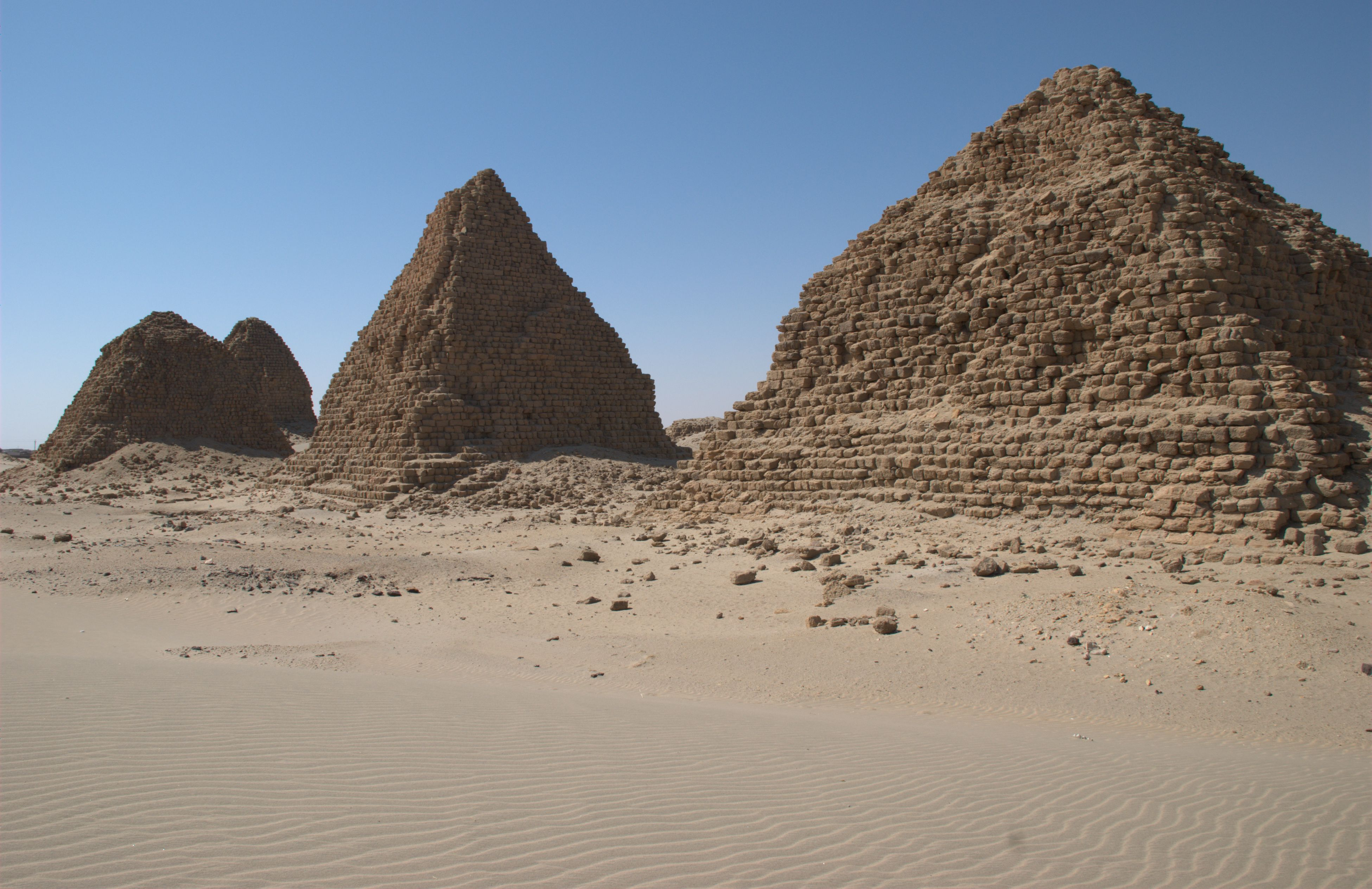
Piramides in Nuri
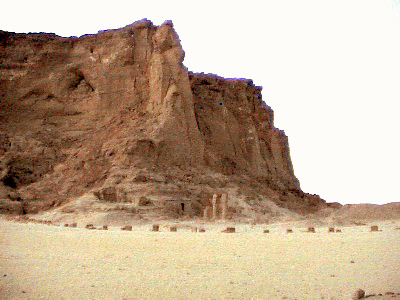
Tempel van Amun
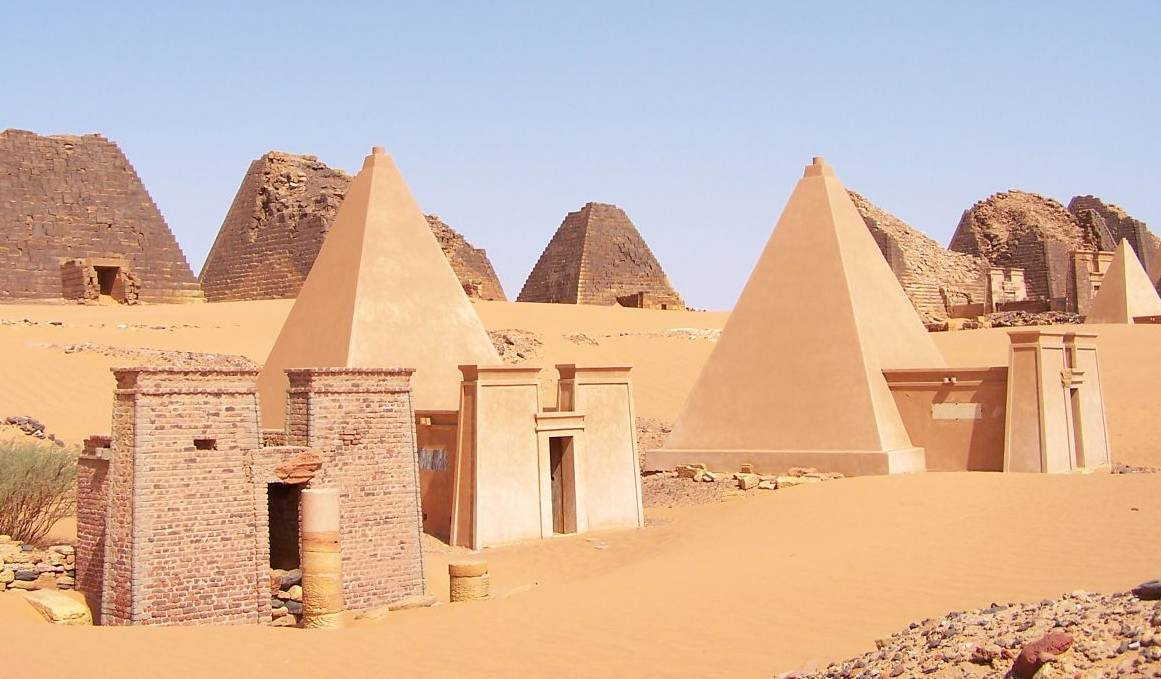
Piramides van Meroe
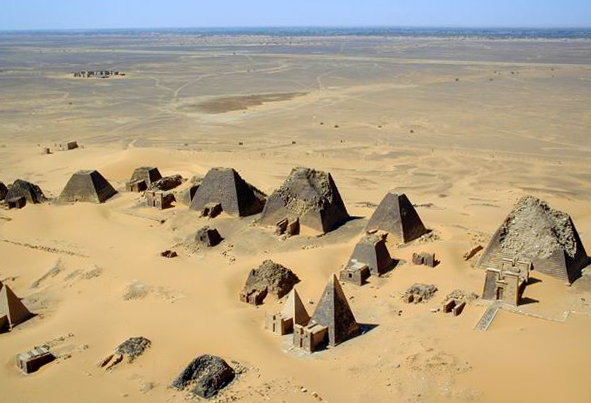
Piramides van Meroe